# José María Romero Poyón
José María Romero Poyón (Sevilla, 10 de diciembre de 1978), más conocido como José Mari, es un exfutbolista español que jugaba como delantero.

## Biografía
El delantero andaluz se formó en las categorías inferiores del Sevilla FC, entidad con la que debutó en Primera el 2 de febrero de 1997 frente a la Real Sociedad.
En 1997, fichó por el Atlético de Madrid, militando tres temporadas en el conjunto colchonero. En 1999 recalaría en el AC Milan por un traspaso millonario, donde jugó otras tres campañas (la última de ella regresando al Atlético en calidad de cedido). Fue el primer jugador español en fichar por el club rossonero.
En 2003 ficha por el Villarreal CF. Tras cuatro temporadas en el conjunto de Castellón, en su haber figura la Copa Intertoto que lograron los amarillos en 2003 y 2004. 
Para la temporada 2007-08 se incorpora a la disciplina del Real Betis, siendo el fichaje de última hora en la temporada del centenario del club.
En diciembre de 2008 se desliga de la disciplina verdiblanca, para recalar en el Club Gimnàstic de Tarragona, equipo de la Segunda División de España.
En el verano de 2010, después de un irregular paso por el Nàstic, el sevillano firma por el Xerez CD. Con este equipo, José Mari consigue marcar 19 goles a lo largo de la Liga 2010-11, lo que le supone cuajar su mejor temporada como futbolista profesional. En la temporada 2012-13 sufre una lesión y le hace apartarse definitivamente de los terrenos de juego, a pesar de tener un año más de contrato con el Xerez CD.

### Selección nacional
Pasó por todas las categorías de la selección nacional antes de dar el paso a la absoluta. Con la selección sub-18 jugó 7 partidos, anotando 6 goles y con la sub-21 jugó 12 y anotó 5.
Posteriormente, con la sub-23, participó en los Juegos Olímpicos de Sídney 2000 consiguiendo la medalla de plata frente a Camerún tras empatar en la final (2-2) y perder por penaltis (3-5). José Mari anotó 3 tantos durante la competición.
Disputó cuatro partidos con la selección nacional absoluta entre 2001 y 2003. Debutó el 25 de abril de 2001 en un amistoso frente a Japón y anotó su único gol contra Bulgaria el 20 de noviembre de 2002.

## Vida privada
Es primo segundo del futbolista Sergio Ramos.

## Estadísticas
| Temporada | País   | Club                   | PJ (Goles) |
| --------- | ------ | ---------------------- | ---------- |
| 1994/95   | España | Lledon                 | 38 (30)    |
| 1995/96   | España | Sevilla B              | 18 (11)    |
| 1996/97   | España | Sevilla FC             | 21 (7)     |
| 1997/98   | España | Atlético de Madrid     | 44 (9)     |
| 1998/99   | España | Atlético de Madrid     | 51 (16)    |
| 1999/00   | España | Atlético de Madrid     | 16 (3)     |
| 1999/00   | Italia | AC Milan               | 17 (1)     |
| 2000/01   | Italia | AC Milan               | 34 (9)     |
| 2001/02   | Italia | AC Milan               | 24 (5)     |
| 2002/03   | España | Atlético de Madrid     | 33 (6)     |
| 2003/04   | España | Villarreal CF          | 46 (10)    |
| 2004/05   | España | Villarreal CF          | 41 (6)     |
| 2005/06   | España | Villarreal CF          | 43 (5)     |
| 2006/07   | España | Villarreal CF          | 19 (0)     |
| 2007/08   | España | Real Betis Balompié    | 12 (3)     |
| 2008/09   | España | Real Betis Balompié    | 30 (14)    |
| 2008/09   | España | Gimnàstic de Tarragona | 7 (2)      |
| 2009/10   | España | Gimnàstic de Tarragona | 35 (16)    |
| 2010/11   | España | Xerez Club Deportivo   | 32 (19)    |
| 2011/12   | España | Xerez Club Deportivo   | 37 (8)     |
| 2012/13   | España | Xerez Club Deportivo   | 11 (2)     |

## Palmarés
- Medalla de plata en los Juegos Olímpicos de Sídney 2000.
- 2 Copa Intertoto (2003, 2004) con el Villarreal CF.